# Skål (ære)
|  | For beholderen en skål se skål |
 Der er for få eller ingen kildehenvisninger i denne artikel, hvilket er et problem. Du kan hjælpe ved at angive troværdige kilder til de påstande, som fremføres i artiklen.

En skål er en handling, hvor flere personer, inden disse i fællesskab drikker, gør tegn til at ønske noget godt (eksempelvis sundhed, held, lykke) og betegner også den ceremoni, der går forud for drikningen. En skål kan være ledsaget af ordet "skål" eller en egentlig tale.

## Etymologi
Ordet skål stammer fra vikingetiden. Det henviser til den fælles skål man drak af. Det er også muligt at det er beslægtet med det oldnordiske ord ‘’’skalli’’’ som betyder hjerneskal eller skaldet. [kilde mangler]
Ordet hænger sammen med vikingernes selskabelighed.

## Reference
1. ↑  Opslag "Skål" i Ordbog over der Danske Sprog
2. ↑  "Danskernes drikkevaner | Alt om Historie". Arkiveret fra originalen 10. august 2014. Hentet 3. august 2014.

| Mad og drikke | Spire Denne artikel om mad og drikke er en spire som bør udbygges. Du er velkommen til at hjælpe Wikipedia ved at udvide den. |